# 河南省豫北监狱
河南省豫北监狱是隶属于中华人民共和国河南省监狱管理局的监狱。该监狱坐落在河南省新乡市牧野区和平路街道吕村（原为新乡县洪门镇吕村），位于新乡市东北方。

## 沿革
该监狱始建于1954年，原名“河南省劳改队十七支队”，原址为潞简王墓。2005年12月6日，该监狱整体搬迁到新乡市市郊的吕村，该监狱新址占地面积210亩，总建筑面积8万平方米，可纳3000名在押犯，当时被称为河南省“功能设施最为健全的监狱”。2007年该监狱获得“省级现代化文明监狱”和“省级文明单位”称号。2010年7月15日，该监狱召开大会，庆祝该监狱到2010年已持续15年的历史上最长安全期。2011年10月25日凌晨，该监狱发生罪犯董云海越狱事件。

## 著名囚犯
- 董云海，“汉族，1988年2月16日出生，初中文化，家住河南省林州市横水镇翟曲村。因犯盗窃罪被判有期徒刑14年。”2011年10月25日凌晨，已在豫北监狱服刑5年的董云海越狱，6天后被抓获。[1][3][4]